# Csillagboltozat

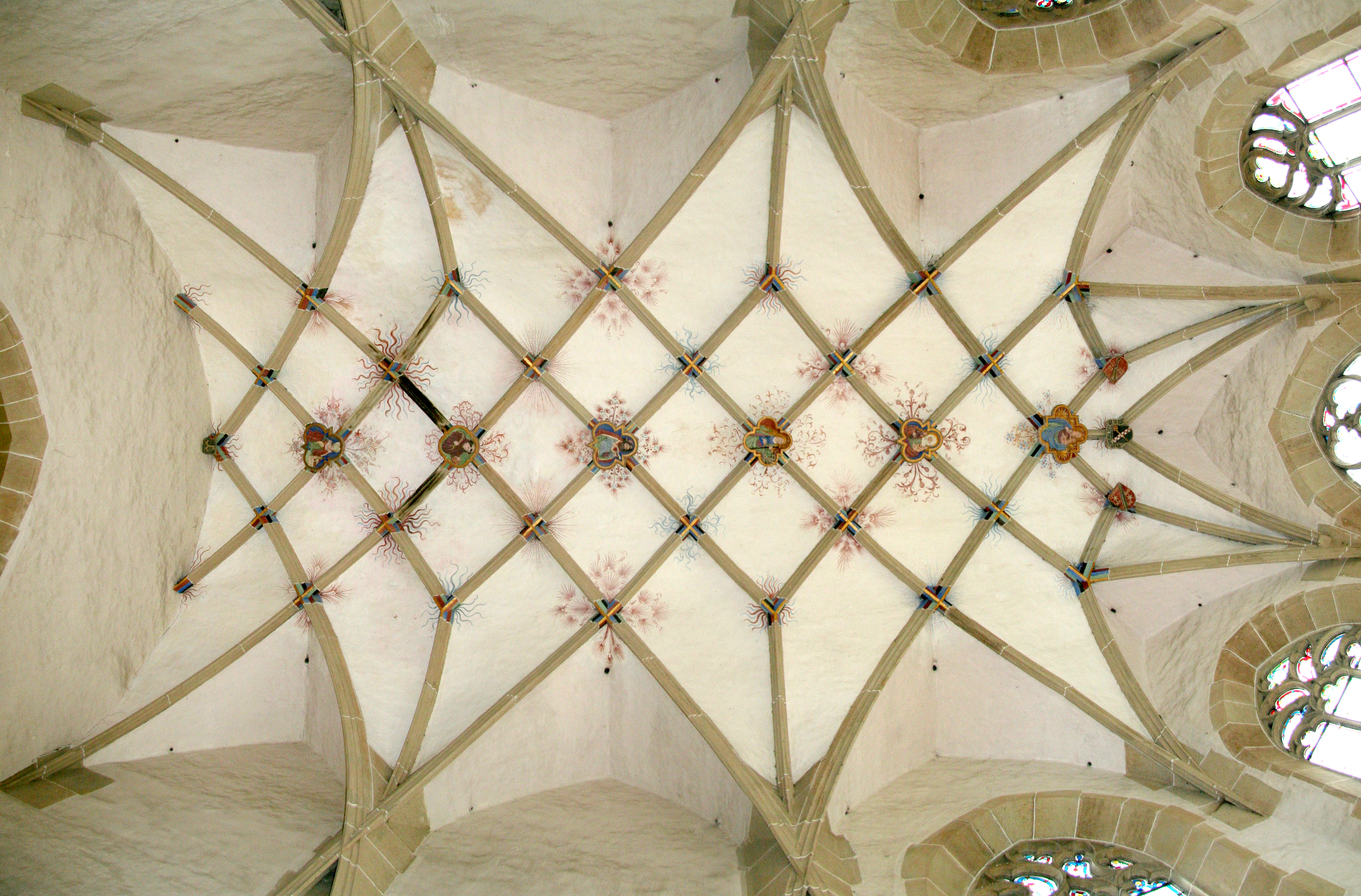
A mühlackeri Miasszonyunk templom csillagboltozata (1482)

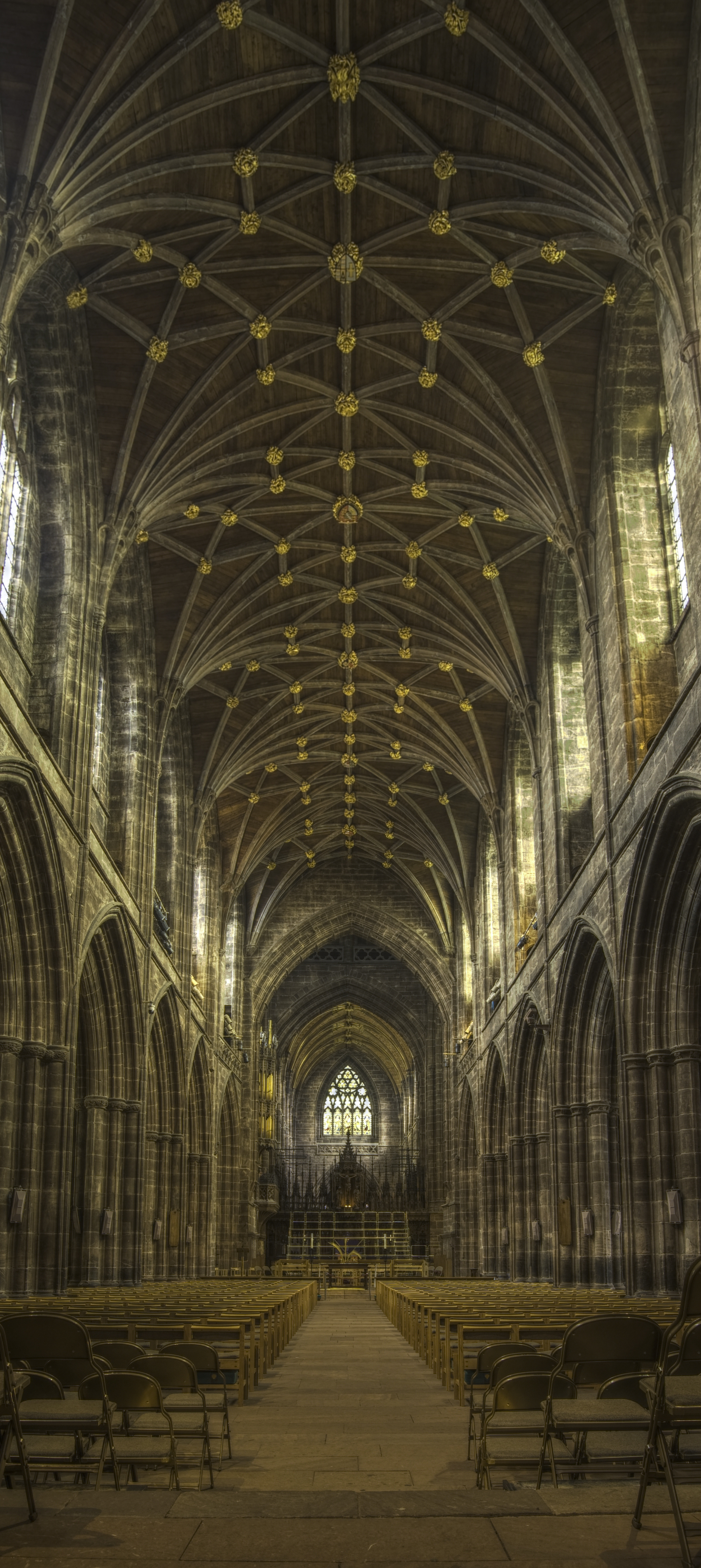
A chesteri székesegyház csillagboltozata

A csillagboltozat a gótikus építészetben megtalálható jellegzetes boltozati forma.

## Jellemzői
A bordás boltozat jellegzetesen, csillagszerű mintázat szerint elrendezett bordákból áll, amely a boltvállakból kiinduló bordasugarak csillagszerű találkozásakor alakul ki. Erről a látványos, csillagszerű bordaív-csoportról nyerte elnevezését. A késő gótikában alakult ki a bordás keresztboltozat továbbfejlesztéséből. 

## Előfordulásai a középkori magyarországi építészetben
Megtalálható Kolozsváron, a Szent Mihály-templomban és a győri püspöki palotában.

## Külső hivatkozások
- A csillagboltozat definíciója